# Leipijärvi (sjö i Finland)
Leipijärvi är en sjö i Finland. Den ligger i kommunen Enontekis i landskapet Lappland, i den norra delen av landet, 900 km norr om huvudstaden Helsingfors. Leipijärvi ligger 413,5 meter över havet. Arean är 6,7 hektar och strandlinjen är 1,59 kilometer lång. Sjön  ingår i Kemi älvs huvudavrinningsområde.   Omgivningarna runt Leipijärvi är i huvudsak ett öppet busklandskap.